# Arouca (piłkarz)
Arouca, właśc. Marcos Arouca da Silva (ur. 11 sierpnia 1986 w Duas Barras) – brazylijski piłkarz, występujący na pozycji defensywnego pomocnika.

## Kariera klubowa
Arouca piłkarską karierę rozpoczął w Fluminense FC, którego jest wychowankiem w 2004. W barwach zespołu z Rio zadebiutował 16 maja 2004 w wygranym 1-0 meczu w lidze brazylijskiej z Vitórią Salvador. W 2005 roku Arouca zdobył swoje pierwsze w karierze trofeum - mistrzostwo stanu Rio de Janeiro – Campeonato Carioca. Kilka tygodni później dotarł z Flu do finału Pucharu Brazylii, w którym Fluminense sensacyjnie uległo Pauliście Jundiaí. Na następny sukces w barwach Tricolor musiał czekać do 2007, kiedy zdobył z Flu Puchar Brazylii. W następnym sezonie dotarł z Flu do finału Copa Libertadores, w którym klub z Rio uległ ekwadorskiemu LDU Quito (Arouca wystąpił w obu meczach finałowych). W 2009 przeszedł do ówczesnego mistrza Brazylii - São Paulo FC. W Sampie 21 stycznia 2009 w zremisowanym 1-1 meczu z Ituano Itu w lidze stanowej São Paulo.
Na początku 2010 Arouca został wypożyczony do Santosu FC. W nowych barwach zadebiutował 30 stycznia 2010 w wygranym 2-0 meczu z Oeste Itápolis w lidze stanowej, zastępując w 62 min. Maquinhosa. W maju 2010 zdobył z Santosem mistrzostwo stanu São Paulo – Campeonato Paulista. W czerwcu Arouca zdobył drugi w swej karierze Puchar Brazylii. W lipcu 2010 Santos zdecydował się na transfer definitywny Arouki, z którym podpisano kontrakt do 2014 roku. Rok 2011 Arouca rozpoczął od zdobycia ponownie mistrzostwa stanowego. Kilka tygodni później odniósł najmiększy sukces w swojej karierze w postaci zdobycia Copa Libertadores 2011 (Arouca wystąpił w obu meczach finałowych z urugwajskim CA Peñarol). W grudniu 2011 wystąpił z Santosem w Klubowych Mistrzostwach Świata. Santos uległ w finale Barceloną. Rok 2012 Arouca rozpoczął od wygrania trzeciego z rzędu mistrzostwa stanowego. We wrześniu 2012 Arouca zdobył Recopa Sudamericana, po zwycięstwie nad Club Universidad de Chile.
| Sezon | Klub          | Kraj     | Rozgrywki                     | Mecze | Bramki |
| ----- | ------------- | -------- | ----------------------------- | ----- | ------ |
| 2004  | Fluminense FC | Brazylia | Campeonato Brasileiro Série A | 10    | 0      |
| 2005  | Fluminense FC | Brazylia | Campeonato Brasileiro Série A | 33    | 3      |
| 2006  | Fluminense FC | Brazylia | Campeonato Brasileiro Série A | 20    | 0      |
| 2007  | Fluminense FC | Brazylia | Campeonato Brasileiro Série A | 30    | 4      |
| 2008  | Fluminense FC | Brazylia | Campeonato Brasileiro Série A | 29    | 1      |
| 2009  | São Paulo FC  | Brazylia | Campeonato Brasileiro Série A | 21    | 0      |
| 2010  | Santos FC     | Brazylia | Campeonato Brasileiro Série A | 28    | 0      |
| 2011  | Santos FC     | Brazylia | Campeonato Brasileiro Série A | 26    | 0      |
| 2012  | Santos FC     | Brazylia | Campeonato Brasileiro Série A |       |        |

## Kariera reprezentacyjna
Arouca w reprezentacji Brazylii zadebiutował 7 września 2012 w wygranym 1-0 towarzyskim meczu z reprezentacją RPA zastępując w 89 min. Neymara.
| Mecze i gole w reprezentacji | Mecze i gole w reprezentacji | Mecze i gole w reprezentacji | Mecze i gole w reprezentacji | Mecze i gole w reprezentacji | Mecze i gole w reprezentacji | Mecze i gole w reprezentacji |
| #                            | Data                         | Miasto                       | Przeciwnik                   | Gol                          | Wynik                        | Rozgrywki                    |
| ---------------------------- | ---------------------------- | ---------------------------- | ---------------------------- | ---------------------------- | ---------------------------- | ---------------------------- |
| 1.                           | 07.09.2012                   | São Paulo                    | Południowa Afryka            |                              | 1:0                          | towarzyski                   |
| 2.                           | 11.09.2012                   | Recife                       | Chiny                        |                              | 8:0                          | towarzyski                   |

Wcześniej Arouca występował reprezentacji Brazylii do lat 17. W 2003 uczestniczył w Mistrzostwach Świata U-17, które Brazylia wygrała. Arouca wystąpił we wszystkich sześciu meczach z Kamerunem, Portugalią, Jemenem (bramka), USA, Kolumbią i w finale z Hiszpanią.
Wcześniej Arouca występował reprezentacji Brazylii do lat 20. W 2005 uczestniczył w Mistrzostwach Świata U-20, na których Brazylia zajęła trzecie miejsce. Arouca wystąpił we wszystkich siedmiu meczach z Nigerią, Szwajcarią, Koreą Południową, Syrią, Niemcami, Argentyną i Marokiem.